# 耶律牙里果
耶律牙里果（910年之後—辽世宗年间），字敌辇，辽太祖耶律阿保机四子，母宫人萧氏。

## 生平
921年，辽太祖攻打后唐，兵败，耶律牙里果随军出征，被李存勖所俘，被安置在太原居住。936年，耶律牙里果归国，任惕隐。后为辽世宗免官，不久病死。
他七世孫是西遼德宗耶律大石。